# 伏見宿 (京街道)
伏見宿（ふしみじゅく） は、旧京街道の宿場で、近年は東海道五十七次として54番目の宿場に数えられることもある。元和5年（1619年）に設置された。現在の京都府京都市伏見区の中心部である。

## 概要
伏見は、桃山時代から江戸時代初期までは伏見城を中心に大名屋敷の建ち並ぶ中央政治都市として重要な役割を果たしたが、伏見廃城後も伏見港で淀川と高瀬川の水運を中継する京都の港町であり幕末には4万人以上の人口を有する宿場町として栄え、参勤交代の西国大名の監視、京都御所の警備などにもあたる伏見奉行所が置かれていた。
参勤交代の西国大名は京都へ入ることを禁じられていた為、伏見から東海道五十三次の大津宿へは深草の藤森神社から大亀谷を経て稲荷山の南麓を勧修寺に抜け（大岩街道）、山科盆地を経て髭茶屋追分で東海道に合流する大津街道を通る。大坂方の淀宿へは宇治川右岸の淀堤を通る。
京都への道は五条口に至る伏見街道と、竹田口に至る竹田街道があるが、伏見街道には家屋が切れ間なく続いており、伏見は完全に京都と町続きを形成していた。
三都以外にも奈良に至る大和街道が通る小倉堤や、宇治への短絡路となる槇島堤が豊後橋（観月橋）と連絡して伏見を経由していた。一方、淀 - 京都間で伏見宿を通らない鳥羽街道の利用も多かった。

## 最寄り駅
- 近鉄京都線 桃山御陵前駅
- 京阪本線 伏見桃山駅
- 京阪本線・宇治線 中書島駅

## 隣の宿
東海道（京街道）
大津宿 - 京師 - 伏見宿 - 淀宿